# 天辐
天辐是中国古代星官之一，属于二十八宿东方七宿的氐宿，位于现代星座划分的天秤座，含有2颗星。
清代编成的星表《仪象考成》，天辐增加1星。

## 所含恒星及对应西方名称[1]
| 天辐一   | υ Lib  |
| 天辐二   | τ Lib  |
|          |        |
| 天辐增一 | 36 Lib |